# يان ميلر (لاعب كرة قدم)
يان ميلر (بالإنجليزية: Ian Miller)‏ (13 مايو 1955 ببيرث في المملكة المتحدة - ) هو لاعب كرة قدم بريطاني في مركز الوسط. لعب مع بلاكبيرن روفرز وبورت فايل وسكونثورب يونايتد وسويندون تاون ونادي بوري ونادي دونكاستر روفرز ونوتينغهام فورست وستافورد رينجرز.